# Madeline Foy
Madeline Foy, född 21 september 1903 i New York, död 5 juli, 1988 i Los Angeles, var en amerikansk skådespelare. Hon var dotter till Eddie Foy.

## Filmografi
- 1915 - A Favorite Fool
- 1958 - The Bonnie Parker Story
- 1958 - Jet Attack
- 1967 - Fai in fretta ad uccidermi... ho freddo!

## Fotnoter
1. 1 2  Internet Movie Database, IMDb-ID: nm0289402co0047972, läst: 13 juli 2016.[källa från Wikidata]
2. 1 2 3  Anne Commire & Deborah Klezmer (red.), Dictionary of Women Worldwide : 25,000 Women Through the Ages, Gale och Yorkin Publications, 2006, ISBN 978-0-7876-7585-1.[källa från Wikidata]